# کاسیو کلس‌پد ۳۰۰
کاسیو کلس‌پد ۳۰۰ (به انگلیسی: Casio ClassPad 300) اولین و تنها (بجز مدل‌های غیر موفق EL-۹۶۵۰ و EL-۹۶۰۰c شارپ) ماشین‌حساب مبتنی بر قلم است. اچ‌پی نیز بر روی یک ماشین حساب مبتی بر قلم به نام اچ‌پی-اکس‌پندر کار می‌کرد، همانطور که تگزاس اینسترومتز (یکی از کمپانی‌های تولید وسایل الکترونیکی در تکزاس) تحت پروژه خودشان به نام ترابری شخصی انرژی کار می‌کرد، اما هر دو این پروژه‌ها قبل از اینکه در مغازه‌ها پخش شوند کنسل شد. کلس‌پد با مجموعه‌ای از برنامه‌های کاربردی که از خود مطالعه کرد پشتیبانی می‌کرد عرضه شد، مانند گراف سه‌بعدی، هندسه، صفحه‌گسترده و... . یک صفحه ال‌سی‌دی لمسی ۱۶۰ در ۲۴۰ پیکسلی عملیات مبتنی بر قلم را ممکن می‌کرد. بین کلس‌پد و تماشاگر جیبی کاسیو، تشابه بسیاری وجود دارد.
بسیاری از کسانی که خریده اند به مشکل مشابهی مواجه شده اند یعنی صفحه لمسی ( Touchscreen) کار نمی کند و با تعویض باتری هم درست نمی شود. مشکل و ایراد دارد. 